# Festival de cinéma européen des Arcs 2021
Le Festival de cinéma européen des Arcs 2021, 13e édition du festival, se déroule du 11 au 18 décembre 2021.

## Déroulement et faits marquants
Le palmarès est dévoilé le 18 décembre 2021 : la Flèche de Cristal est décernée au film 107 Mothers (Cenzorka) de Peter Kerekes. Le Grand prix du jury est décerné à Le capitaine Volkonogov s'est échappé de Natalia Merkoulova et Alexeï Tchoupov,.

## Jury

### Longs métrages
- Michel Hazanavicius (président du jury) : réalisateur  France
- Camille : auteure-compositrice-interprète  France
- Eric Judor : acteur, humoriste et réalisateur  France
- Laetitia Dosch : actrice  France  Suisse
- Tania de Montaigne : auteure de romans et d’essais  France
- Sidse Babett Knudsen : actrice  Danemark

### Courts métrages
- Rachel Lang (présidente du jury) : actrice  France
- Alma Jodorowsky : actrice, chanteuse et réalisatrice  France
- Christa Théret : actrice  France
- Hugo Becker : acteur  France
- Samuel Prat : producteur de films  France
- Sandor Funtek : acteur  France
- Zoé Wittock : scénariste et réalisatrice  Belgique

## Sélection

### En compétition
- 107 Mothers (Cenzorka) de Peter Kerekes  Slovaquie
- Hive de Blerta Basholli  Kosovo
- La Mif de Fred Baillif  Suisse
- A Chiara de Jonas Carpignano  Italie
- Il buco de Michelangelo Frammartino  Italie
- Murina de Antoneta Alamat Kusijanović  Croatie
- À plein temps de Éric Gravel  France
- Le capitaine Volkonogov s'est échappé de Natalia Merkoulova et Alexeï Tchoupov  Russie
- True Things de Harry Wootliff  Royaume-Uni
- Brighton 4th de Levan Koguashvili  Géorgie

### Avant-premières
- À l'ombre des filles de Étienne Comar  France
- La Vraie Famille de Fabien Gorgeart  France
- Presque de Bernard Campan  et Alexandre Jollien  France
- Entre les vagues de Anaïs Volpé  France
- Les Promesses de Thomas Kruithof  France
- Robuste de Constance Meyer  France
- Ils sont vivants de Jérémie Elkaïm  France
- Madeleine Collins de Constance Meyer  France
- Zaï zaï zaï zaï de François Desagnat  France
- La Panthère des neiges de Marie Amiguet et Vincent Munier  France
- Petite nature de Samuel Theis  France

### Playtime
- Ali & Ava de Clio Barnard  Royaume-Uni
- Ne pas laisser de traces de Jan P. Matuszyński  Pologne
- Rhino de Oleh Sentsov  Ukraine
- Competencia oficial de Mariano Cohn et Gastón Duprat  Argentine
- Les Leçons persanes de Vadim Perelman  Allemagne
- Tigers de Ronnie Sandahl  Suède
- Nobody Has to Know de Bouli Lanners  Belgique  France  Royaume-Uni
- Ninjababy de Yngvild Sve Flikke  Norvège
- Wild Men de Thomas Daneskov  Danemark
- Lamb de Valdimar Jóhannsson  Islande
- Poulet Frites de Jean Libon et Yves Hinant  France  Belgique

### Hauteur
- Brotherhood (Bratrství) de Francesco Montagner  République tchèque
- Great Freedom (Grosse freiheit) de Sebastian Meise  Autriche
- Reflection (Vidblysk) de Valentyn Vasyanovych  Ukraine
- Clara Sola de Nathalie Álvarez Mesén  Costa Rica
- Libertad de Clara Roquet  Espagne
- Wolf de Nathalie Biancheri  Royaume-Uni
- Dark Rider de Eva Küpper  Belgique  Pays-Bas
- Luzzu de Alex Camilleri  Malte

### Focus
- Atlas de Niccolò Castelli  Suisse  Belgique  Italie
- Le Sommet des dieux de Patrick Imbert  Luxembourg
- Ordinary Justice de Chiara Bellosi  Italie  Suisse
- Bigger Than Us de Flore Vasseur  France
- Le vent tourne de Bettina Oberli  France  Suisse
- Piccolo corpo de Laura Samani  Italie
- L'Âme-sœur (Höhenfeuer) de Fredi Murer  Suisse
- Les Conquérantes de Petra Volpe  Suisse
- The Last Prosecco (Finchè c'è prosecco c'è speranza) de Antonio Padovan  Italie
- L'Enfant d'en haut de Ursula Meier  Suisse
- Menocchio de Alberto Fasulo  Italie
- Un bon début de Xabi Molia et Agnès Molia  France
- La Vanité de Lionel Baier  Suisse  France
- Olga de Elie Grappe  Suisse  France

## Palmarès
- Flèche de Cristal : 107 Mothers de Peter Kerekes
- Grand Prix du Jury : Le capitaine Volkonogov s'est échappé de Natalia Merkoulova et Alexeï Tchoupov
- Prix du Public : Hive de Blerta Basholli
- Prix d'Interprétation : Swamy Rotolo pour son rôle dans A Chiara et Laure Calamy pour son rôle dans À plein temps
- Prix de la Meilleure musique originale : Alex Baranowski pour True Things
- Prix de la Meilleure photographie : Renato Berta pour Il buco
- Prix du Jury Presse : A Chiara de Jonas Carpignano
- Prix du Jury Jeune : Hive de Blerta Basholli
- Prix Cineuropa : À plein temps de Éric Gravel
- Prix du meilleur court métrage : Sprötch de Xavier Seron